# Єва Бото
Є́ва Бо́то (словен. Eva Boto; нар. 1 грудня 1995 року, Дравоград, Словенія) — словенська співачка, представниця Словенії на пісенному конкурсі Євробачення 2012 в Баку. У другому півфіналі буде виконала пісню «Verjamem». За результатами півфіналу, який відбувся 24 травня, композиція не пройшла до фіналу.